# 棕腹蜂鸟
棕腹蜂鸟（学名：Amazilia yucatanensis），是雨燕目蜂鸟科的一种鸟类。
棕腹蜂鸟体重约3.89克，翼长约54.8毫米，嘴峰长约23.7毫米，喙宽度约2.7毫米，喙厚度约2.2毫米，跗蹠长约5.8毫米，尾长约35.2毫米。棕腹蜂鸟在其分布区内为留鸟，其栖息在半开放的中等高度的林地中，食性为草食性，主要食物来源是植物的花蜜。

## 亚种
- ：分布于尤卡坦半岛、危地马拉北部的佩滕和伯利兹北部。
- ：分布于德克萨斯州南部至墨西哥东北部。
- ：分布于墨西哥南部韦拉克鲁斯州、普埃布拉州、瓦哈卡州和恰帕斯州。[4]